# Hemaris gracilis
Hemaris gracilis är en fjärilsart som beskrevs av Augustus R. Grote och Coleman T. Robinson 1865. Hemaris gracilis ingår i släktet Hemaris och familjen svärmare, Sphingidae. Inga underarter finns listade i Catalogue of Life eller i The Global Lepidoptera Names Index (LepIndex), Natural History Museum.